# Шлоссер, Макс (палеонтолог)
Макс Шлоссер (нем. Max Schlosser, 5 февраля 1854, Мюнхен, Германия — 7 октября 1932, Мюнхен, Германия) — немецкий палеонтолог и геолог.

## Биография
В 1887 году Шлоссер публикует первое крупное описание ископаемых остатков приматов. Несмотря на то, что эта работа базировалась, в основном, на его исследованиях в Йельском университете, основное внимание он уделял изучению останков, найденных в Европе.
Наиболее известные его работы относятся к первым десятилетиям XX века и касаются изучения ископаемых млекопитающих олигоценового слоя Фаюмского оазиса близ Каира (Египет), в особенности первые описания ранних узконосых обезьян парапитека и проплиопитека.
Последних он считал предками современных гиббонов.
В 1910—1911 годах Шлоссер описал найденную в 1907 году в Фаюме нижнюю челюсть взрослой особи ископаемой обезьяны. Обезьяна, которой принадлежала челюсть, была определена Шлоссером как Parapithecus fraasi («следующий после обезьяны») и причислена к семейству Parapithecidae.